# Thor Mikalsen
Thor Mikalsen (Bodø, 12 luglio 1973) è un ex calciatore norvegese, di ruolo centrocampista.

## Carriera

### Club
Mikalsen debuttò nella Tippeligaen con la maglia del Bodø/Glimt in data 1º maggio 1993, quando fu titolare nel pareggio per 1-1 sul campo del Tromsø. Il 27 giugno dello stesso anno, segnò la prima rete, nel pareggio per 2-2 in casa del Rosenborg. Rimase in squadra fino al termine del campionato 2000.
L'anno seguente fu infatti ingaggiato dal Bryne. Esordì con questa maglia il 29 aprile 2001, segnando anche una rete nella vittoria per 3-4 sul campo del Brann. Restò in questo club per una sola stagione.

### Nazionale
Mikalsen conta 23 presenze e 2 reti per la Norvegia under 21. La prima di queste fu datata 2 febbraio 1994, nel pareggio per 3-3 contro la Danimarca under 21.